# Префектура Кефалонија и Итака
Префектура Кефалонија и Итака је некадашња префектура у Јонским острвима, у Грчкој. Управно средиште префектуре и највеће место у префектури био је град Аргостоли на Кефалонији. Префектура је 2011. године подељена на два округа, Кефалонију и Итаку.
Као што стоји у називу префектуре префектури чинила су два значајна острва у Јонском мору:
- Кефалонија (веће острво)
- Итака (мање острво)

## Положај
Префектура Кефалонија и Итака је спадала у острвске префектуре Грчке. Префектура је била смештена на крајњем западу државе.